# Ulrich Surau
Ulrich (Uli) Surau (Emmerik, 19 augustus 1952) is een Duits voormalig voetballer die als verdediger speelde.
Surau kwam in het seizoen 1971/72 vanuit de jeugd bij het eerste elftal van Alemannia Aachen. Na één seizoen ging hij naar de toenmalige kampioen Borussia Mönchengladbach. Daar brak hij door en met Borussia Mönchengladbach won hij de Bundesliga in 1975 en 1976, de DFB-Pokal in 1973 en de UEFA Cup in 1975. 
In het seizoen 1976/77 speelde hij voor Rot-Weiss Essen in de Bundesliga en in de winterstop ging hij naar Bonner SC dat in de 2. Bundesliga Nord speelde. Surau besloot zijn loopbaan in Nederland waar hij tussen 1977 en februari 1980 voor N.E.C. speelde.